# Problepsis mitis
Problepsis mitis là một loài bướm đêm trong họ Geometridae.